# Yoba
Yoba, kod Trobrijandžana s otočja Trobriand pred obalom Nove Gvineje, označava ceremoniju istjerivanja šumskog duha Tokway iz drveta kojeg misle srušiti za gradnju kanua. Yoba je prvi stupanj koji se odvija prilikom gradnje kanua za kula-pohode. Samo istjerivanje vrši čarobnjak izgovarajući bajalicu Vabusi Tokway. 

## Vanjske poveznice
- Argonauts of the Western Pacific